# Taenia (architectuur)

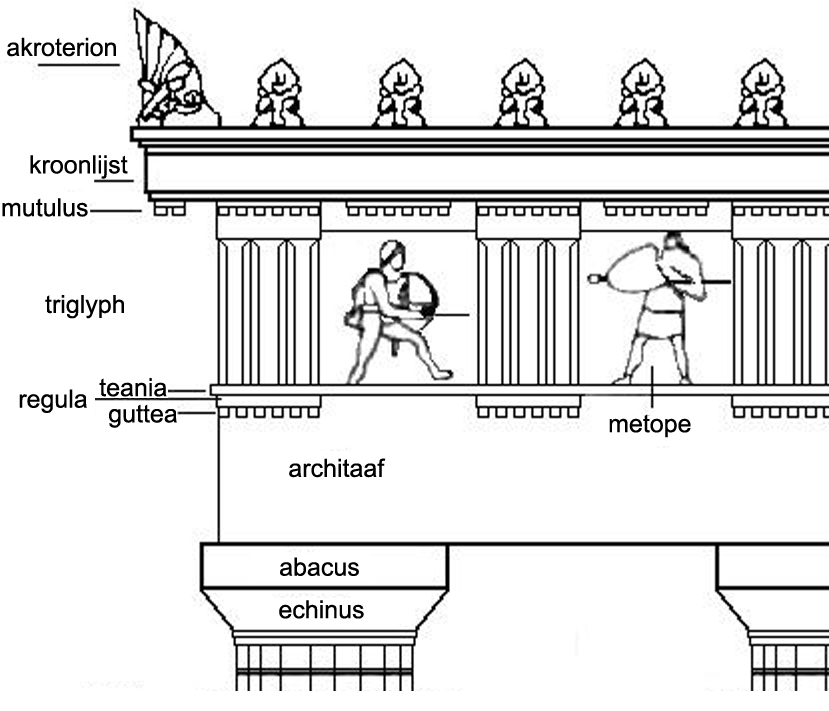
Detaillering hoofdgestel Griekse tempel in Dorische orde

De taenia is de smalle uitspringende rand die de architraaf scheidt van het fries. Deze constructie werd toegepast in de Dorische orde.
Het woord taenia is door de Romeinen overgenomen van het Oudgriekse ταινία (tainia) dat haarband betekent.